# 딱따구리와 비
《딱따구리와 비》(일본어: キツツキと雨)는 일본에서 2012년 2월 11일에, 대한민국에서 2012년 5월 3일에 개봉된 일본 영화이다.

## 줄거리
“난 나무를 찍고, 자넨 영화를 찍고~”
예순 살의 박력 있는 나무꾼 카츠는 아내와 사별한 후 속만 썩이는 아들과 둘이 살고 있다. 어느 날 고요하기 그지없던 산골마을에 나타난 영화 촬영팀. 우연히 만난 카츠에게 촬영지를 안내해달라는 그들은 급기야 출연까지 요청하고, 얼떨결에 그는 단역배우가 된다. 화면에 나오는 자신의 모습이 신기한데다 마을 사람들까지 환호를 보내자 은근 기분이 좋은 카츠. 점점 영화에 빠져드는 그와는 달리, 점점 영화에서 멀어져가는 소심하고 우유부단한 감독 코이치. 숨막히는 촬영장에서 벗어나고 싶은 그는 우연히 카츠를 만나 가까워지게 되고, 그의 응원에 힘입어 각오를 다지게 되는데... 끊이지 않는 난관과 아비규환(?) 속에 과연 그들은 무사히 촬영을 마칠 수 있을까?

## 등장인물
- 키시 카츠히코 - 야쿠쇼 코지
- 타나베 코이치 - 오구리 슌
- 키시 코이치 - 코라 켄고
- 우스다 아사미
- 토리 - 후루타치 칸지
- 시마다 큐사쿠
- 히라타 미츠루
- 이부 마사토
- 야마자키 츠토무

## 스탭
- 감독 - 오키타 슈이치
- 각본 - 오키타 슈이치, 모리야 후미오
- 촬영 - 츠키나가 유타
- 미술 - 아타카 노리후미
- 음악 - omu-tone
- 녹음 - 이와마루 히사시
- 조명 - 타카사카 토시히데
- 편집 - 사토 타카시
- 배급 - 카도카와 영화

## 수상
- 제24회 도쿄 국제 영화제 심사위원특별상
- 제8회 두바이 국제 영화제 남우주연상/각본상/편집상 수상